# منصور بن عبد الله بن حماد
منصور بن عبد الله بن حماد من الوداعين من قبيلة الدواسر من أهالي عودة سدير.
تولى إمارة عودة سدير من 1181هـ وحتى 1191هـ، وذلك بعد مقتل عثمان بن سعدون وأخوه نور على يد أمراء العودة من آل سلطان، مماليهم منصور بن حماد على البطش بابن سعدون مقابل أن يتولى منصور بن حماد إمارة العودة، واستمرت إمارته إلى عام 1191هـ.

## وفاته
توفي بالزبير في عام 1218هـ تقريباً.